# Paulo Londra
Paulo Ezequiel Londra Farías (Córdoba, 12 de abril de 1998) é um rapper argentino. Sua música liderou as paradas argentinas e teve grande sucesso na América Latina e no resto do mundo.

## Início de vida
Londra se inspirou para se tornar um artista de rap assistindo o filme 8 Mile de Eminem. O desejo de interpretar suas letras fora de um estúdio de gravação levou-o a improvisar e fazer rap nas praças argentinas com os amigos, criando gradualmente um burburinho local. Deixando sua zona de conforto e freestyle nas praças ajudou com sua timidez, e lançou um período competitivo que abrange cerca de cinco anos. Ele forjou seu estilo lutando em competições de freestyle como o chamado El Quinto Escalón, e rapidamente se colocou em no gênero trap.

## Carreira
Sua carreira profissional começou com "Relax", uma música que ele lançou no início de 2017. A música de Londra evita temas proeminentes na música urbana, como violência e drogas.
Londra tornou-se conhecido depois de suas canções de sucesso "Nena Maldición", com Lenny Tavarez; "Te Amo", com o Piso 21; e "Cuando Te Besé", com Becky G. O último alcançou o número 45 na Billboard Hot Latin Songs e se tornou a primeira música a superar a Billboard Argentina Hot 100. Sua música "Adán y Eva" superou a Argentina Hot 100 da Billboard, também.

## Vida pessoal
Em 8 de abril de 2020, por meio de uma publicação em suas redes sociais, Londra indicou que seria pai com sua então parceira, Rocío Moreno. Em 17 de julho, sua primeira filha, Isabella, nasceu em uma clínica na cidade natal do cantor. No início de 2022, Londra e Moreno confirmaram sua separação durante uma segunda gravidez. Em 21 de fevereiro de 2022, nasceu a segunda filha do cantor, Francisca.

## Discografia

### Álbuns de estúdio
- Dímelo (2018)
- Homerun  (2019)
- Back to the Game (2022)